# Asura reticulata
Asura reticulata là một loài bướm đêm thuộc phân họ Arctiinae, họ Erebidae.